# Transformers 4: Kỷ nguyên hủy diệt
Transformers: Kỷ nguyên hủy diệt (tựa tiếng Anh: Transformers: Age of Extinction) là một bộ phim 3D hành động khoa học viễn tưởng Mỹ năm 2014 thuộc sản phẩm thương mại Transformers. Đây là phần thứ tư của loạt phim đình đám Transformers và là phần tiếp theo của phim Vùng tối của mặt trăng năm 2011, lấy bối cảnh diễn ra sau cuộc đại chiến ở Chicago. Cũng giống như các phần trước, phim do Michael Bay đạo diễn và Ehren Kruger viết kịch bản, với Steven Spielberg và Bay làm giám đốc sản xuất. Phim có sự tham gia của ngôi sao Mark Wahlberg và Peter Cullen với vai trò lồng tiếng cho nhân vật người máy Optimus Prime. Đây là phần đầu tiên trong loạt phim không đề cập đến các nhân vật người từ ba phần trước, thay vào đó là dàn nhân vật người mới cùng với 22 Transformer mới, bao gồm cả những Dinobot lần đầu xuất hiện trong loạt phim. Tuy nhiên phim vẫn có sự góp mặt của các Transformer cũ như Optimus Prime, Bumblebee, Ratchet, Leadfoot, Brains và Megatron (trong phần này lấy tên là Galvatron). Phim được công chiếu vào ngày 27 tháng 6 năm 2014 dưới định dạng 3D và IMAX.
Phần phim thứ năm, Transformers: The Last Knight (tựa tiếng Việt là Transformers: Hiệp sĩ cuối cùng), được dự kiến phát hành vào ngày 23 tháng 6 năm 2017, với việc Cullen và Wahlberg sẽ trở lại và Michael Bay chỉ đạo phim một lần nữa. Bộ phim thứ sáu, như là một bộ phim spin-off về nhân vật Bumblebee, dự kiến phát hành vào năm 2018 và bộ phim thứ bảy làm về các Transformers dự kiến phát hành vào năm 2019 nhưng sau đó bị dời lại và chưa có kế hoạch sản xuất tiếp theo

## Nội dung
65 triệu năm trước, một nhóm người ngoài hành tinh được gọi là "Đấng Tạo Lập" xâm chiếm Trái Đất, tiêu diệt hầu hết sự sống trên hành tinh bao gồm loài khủng long (và phần này được xem trong các bộ phim như là nguyên nhân tuyệt chủng của các loài, so với những gì thực sự xảy ra trong thực tế) với "Hạt giống" và hủy hoại hàng ngàn hành tinh, bao gồm Cybertron, dẫn đến việc tìm kiếm All Spark và gây ra sự giao tranh giữa các Transformer. Trong hiện tại, Darcy Tirrel phát hiện xác chết khủng long đông lạnh ở Bắc Cực được bao phủ bởi một thứ kim loại bí ẩn.
5 năm sau trận chiến tại Chicago, các Transformer đang lo sợ và căm ghét loài người, dẫn đến việc chấm dứt hoạt động chung giữa chính phủ với các Autobot. Chính phủ Hoa Kỳ đã thành lập lực lượng Cemetery Wind, trong khi một sĩ quan CIA ưu tú tên Harold Attinger được chọn để dẫn đầu lực lượng này, với mục đích tiêu diệt các Decepticon còn lại trên Trái Đất. Tuy nhiên, họ đã săn lùng cả Autobot, tin rằng tất cả các Transformer, bất kể phe, là một mối đe dọa cho an ninh quốc gia, mặc dù các Autobot chính thức được chính phủ cấp nơi trú ngụ. Chính phủ và lực lượng Cemetery Wind được hỗ trợ bởi Lockdown, một thợ săn tiền thưởng Cybertron, người đang tìm kiếm Optimus Prime để đưa ông tới cho các "Đấng Tạo Lập". Optimus đã tránh Lockdown ở Thành phố Mexico, cải trang thành một chiếc xe tải cũ. Trong khi tìm kiếm mục tiêu chính của mình, Lockdown đã giúp James Savoy - một đặc vụ CIA tàn nhẫn là người lãnh đạo chiến thuật, cánh tay phải của Attinger - và đơn vị của hắn trong cuộc tấn công Ratchet trước khi đối đầu với các Autobot khác. Lockdown giết chết Ratchet sau khi anh ta từ chối khai ra tung tích của Optimus.
Tại Texas, nhà phát minh Cade Yeager và người bạn thân Lucas Flannery khám phá ra một chiếc xe tải cũ trong một nhà hát bỏ hoang và họ mua nó về để sửa chữa rồi bán. Cade phát hiện ra chiếc xe tải chính là Optimus Prime đang bị trọng thương và sửa chữa giúp ông, đưa ông trở lại với cuộc sống. Bởi vì Lucas gọi điện báo cáo nên Savoy và những người lính của hắn đến đe dọa bố con Yeager và Lucas. Optimus giải cứu họ trước khi Lockdown bắn một loạt tên lửa và phá hủy nhà của bố con Yeager. Cade, con gái của anh là Tessa và Lucas trốn thoát với người bạn trai bí mật của Tessa, Shane Dyson. Họ được an toàn sau một cuộc rượt đuổi dài, cho đến khi Lockdown sử dụng những quả lựu đạn giết chết Lucas, buộc bố con Yeager và Shane trốn thoát với Optimus. Trong khi trốn trong một trạm xăng bỏ hoang, căng thẳng diễn ra giữa Cade và cặp đôi trẻ yêu nhau vì mối quan hệ bí mật của họ trong khi Optimus có cuộc nói chuyện với một số Autobot còn sống sót gồm Bumblebee, Hound, Drift và Crosshairs ở hoang mạc. Cade giả danh là người của Kinetic Solutions Incorporated (KSI), một công ty công nghệ liên minh với Cemetery Wind, và họ quyết định thâm nhập vào cơ sở KSI tại Chicago. Trước khi rời đi, Optimus tuyên bố rằng mặc dù phải giữ lời thề của mình là không bao giờ giết con người, nhưng ông dự định sẽ đích thân giết Attinger, kẻ đã ra lệnh săn lùng các Transformer.
Trong khi đó, Joshua Joyce, người sáng lập tham vọng của KSI và là người đang làm việc với Attinger để cách mạng hóa việc bảo vệ an ninh trên toàn cầu và cải thiện xã hội, cho Darcy thấy Transformium (loại kim loại hiếm có thể tạo ra các Transformer). Ông đã giam cầm Brains để giải mã về các Transformer đã chết như Megatron, Sentinel Prime, Leadfoot và Ratchet đối với nguyên liệu và sử dụng dữ liệu của họ cho các Transformer nhân tạo. Joshua cho Darcy xem sản phẩm được đánh giá cao của ông là Galvatron, được tạo ra từ các dữ liệu của Transformer đã chết, cụ thể từ xác của Megatron. Mặc dù thiết kế Galvatron cho giống Optimus Prime, nhưng Galvatron lại giống Megatron, khiến cho Joshua tức giận. Các Autobot quan sát công ty thông qua Cade, thấy xác Ratchet bị mổ xẻ và họ giận dữ xông vào cơ sở, nhưng Joshua kêu họ dừng lại khi tuyên bố Autobot không còn cần thiết lúc bấy giờ và họ có thể tạo ra các Transformer của riêng mình. Thất vọng, các Autobot rời khỏi cơ sở.
Bị ép buộc bởi Attinger, Joshua triển khai Galvatron và Stinger (một biến thể nhân tạo giống Bumblebee) để đuổi theo các Autobot. Một cuộc truy đuổi nảy lửa diễn ra giữa Autobot và hai người máy của KSI, trong đó Galvatron trở nên hơi thất thường và tấn công một số xe của dân thường trước khi được truyền lệnh để tái tập trung vào các Autobot. Sau khi đã vượt mặt và bỏ qua Bumblebee, Galvatron nhắm vào Optimus, đánh nhau với ông trong một cuộc chiến ngắn, trong đó Galvatron bất ngờ trở nên tự trị trong giây lát, nói chuyện một cách độc lập. Cuộc chiến đột ngột bị cắt ngang khi tàu của Lockdown xuất hiện. Lockdown chấm dứt cuộc chiến khi bắn và vô hiệu hóa Optimus trước khi kéo ông cùng Tessa lên tàu của mình trong khi Galvatron và Stinger trở lại cơ sở. Trước khi đi, Lockdown di chuyển con tàu của mình vào trung tâm thành phố Chicago để cung cấp cho Savoy một thứ mạnh mẽ được gọi là "Hạt giống", mà khi được kích nổ sẽ biến đổi mọi thứ thành Transformium và hủy diệt cả một khu vực rộng lớn. Điều này cho phép các Autobot có thời gian để lên tàu và thực hiện kế hoạch giải cứu. Cade, Shane tìm thấy Tessa và trốn thoát với Bumblebee cùng Crosshairs, trong khi Hound và Drift chạy thoát cùng với Optimus trong một phần có thể tháo rời từ tàu của Lockdown.
Trong khi đó, Joshua đòi được biết lý do tại sao ông không có bất kỳ sự kiểm soát nào đối với Galvatron, cuối cùng ông quyết định đến nhà máy của mình tại Quảng Châu, Trung Quốc. Trong khi đó, Optimus và Brains giải thích với Cade rằng Galvatron thực ra là Megatron hồi sinh, kẻ đã âm mưu ăn cắp "Hạt giống" từ Joshua và kích nổ để hắn có thể tạo ra đội quân Decepticon mới. Cade cảnh báo Joshua, người đến Bắc Kinh để sử dụng cơ sở sản xuất với Su Yueming, về Galvatron và Attinger. Có sự thay đổi trong lòng và nhận ra Cade đã đúng, Joshua đối mặt với Attinger về sự khác biệt của họ trước khi kết thúc thỏa thuận của họ. Khi hai người đi đến một lập luận, Galvatron kích hoạt bản thân và điều khiển tất cả các nguyên mẫu Transformer của KSI. Joshua chạy thoát với "Hạt giống" và đến Hồng Kông, trong khi Attinger và Galvatron đuổi theo ông ta.
Khi các Autobot cố gắng lấy "Hạt giống" ở Hồng Kông, tàu của họ bị bắn hạ bởi các Decepticon mới, khiến Hound và Bumblebee phải chiến đấu với chúng. Trên đường đi, Savoy đối mặt với Cade, dẫn đến một cuộc chiến tay đôi trong một căn hộ mà kết thúc với việc Cade giết chết Savoy. Trong cuộc chiến, các Decepticon dần dần áp đảo các Autobot. Biết được điều này, Optimus đã giải thoát và thuyết phục các chiến binh huyền thoại được gọi là Dinobot giúp đỡ. Optimus cưỡi Grimlock sau khi đánh bại ông ta trong một cuộc chiến ngắn trong khi đề nghị ông ta giúp đỡ. Với sự giúp đỡ của các người máy khủng long, các Autobot loại bỏ các Decepticon trong khi Bumblebee, với sự giúp đỡ của Strafe, đã tiêu diệt Stinger. Sau đó, Lockdown trở lại với một thứ vũ khí nam châm nhằm bắt lại Optimus và Dinobot. Optimus phá hủy vũ khí nam châm trước khi đối đầu với Lockdown trên một hòn đảo ở Hồng Kông. Optimus chiến đấu với Lockdown, còn Cade chạy đến dùng súng để hỗ trợ Optimus và chạm trán với Attinger. Attinger tự hào biện minh cho hành động của mình trước khi chửi Cade theo phe Autobot, như hắn vẫn tin rằng các Autobot là một mối đe dọa. Chứng kiến cảnh này, Optimus giúp Cade bằng cách bắn Attinger, giết chết hắn như ông đã tuyên bố trước đó. Tuy nhiên, sự phân tâm của Optimus cho phép Lockdown chế ngự Optimus trước khi đâm ông bằng thanh kiếm của ông vào một bức tường. Bumblebee giúp Cade chống lại Lockdown, nhưng hắn đánh bại Bumblebee và tấn công Cade. Tessa và Shane sử dụng chiếc xe tải để kéo thanh kiếm ra khỏi Optimus. Optimus giết chết Lockdown trước khi hắn có thể kết liễu Cade, trả thù cho cái chết của Lucas và các Autobot - đồng đội của mình, bao gồm Ratchet và Leadfoot.
Mọi người đều chạy thoát sau khi Optimus sử dụng quả lựu đạn cuối cùng của Lockdown để tiêu diệt các Decepticon còn lại trong khi Galvatron và lũ Decepticon còn sống sót rút lui đến một địa điểm không rõ bằng tàu của Lockdown, hắn thề rằng sẽ trở lại. Các Dinobot sau đó được tự do bởi Optimus và họ đi con đường riêng của họ, còn Joshua có kế hoạch đền bù với Cade (người đã chấp nhận Shane là bạn trai của con gái mình) bằng cách sắp xếp cho anh và Tessa có một ngôi nhà mới. Sau đó Optimus bay vào không gian với các "Hạt giống", gửi một lời nhắn tới các "Đấng Tạo Lập" trong khi ông đang đến chỗ họ, và đã kêu gọi các đồng đội của mình cùng nhau bảo vệ Trái Đất cho đến khi ông quay lại.